# Корсунская икона Божией Матери
Ко́рсунская икона Божией Матери — икона Богородицы с Младенцем, почитаемая в Православной церкви чудотворной. Относится к иконописным типам Одигитрия и Елеуса, или Умиление (её сокращённый, оплечный вариант). Празднование иконе совершается 9 (22) октября. 
Название «Корсунская» указывает на византийское, «греческое» происхождение иконы. Это название относят к иконам типа Одигитрия: «Богоматери Иерусалимской (Гефсиманской, Грузинской)», «Богоматери Одигитрии» из Московского Кремля, «Богоматери Эфесской (Полоцкой, Торопецкой)», а также к многочисленным спискам икон типа Елеуса.

## Происхождение типов
Первоначально «корсунскими» называли только изображения типа «Одигитрия». Наименованием «Корсунская» на Руси отмечали наиболее выдающиеся произведения, привозимые на Русь через Корсунь (Херсонес), а также все священные предметы, происходящие из Корсуни. Со второй половины XVII века название «Корсунская» закрепилось за композицией с оплечным изображением Богоматери и Младенца, представленными только в типе «Елеуса» (Умиление). Эти иконы приняли на себя «корсунское» происхождение икон типа Одигитрии, стали ассоциироваться с Корсунью и служить иконописным образцом для многочисленных списков.

## Одигитрия

### Иерусалимская, Грузинская, Гефсиманская
Икона с названием «Корсунская» в Великом Новгороде впервые упоминается в «Сказании о видении Софийского пономаря Аарона», включенное в Новгородские летописи под 1438 и 1439 годами. Со второй половины XV века в Новгороде получили распространение списки с этой иконы, названные «Иерусалимская» или «Грузинская».
Название «Гефсиманская» связано с поновлением иконы, выполненным около 1701 года царским иконописцем Кириллом Улановым, который снабдил икону историей о её происхождении. Согласно этому тексту, образ был написан апостолами в Гефсимании в Иерусалиме через 15 лет после Вознесения Иисуса Христа, в 453 году икона была перенесена в Константинополь, в 898 году — в Херсонес «ради нахождения русских людей», затем перенесена великим князем Владимиром в Киев, а после крещения новгородцев — в Софийский собор в Новгороде, в 1561 году по приказу царя Иоанна Грозного отправлена в Москву и поставлена в Успенском соборе Московского Кремля. В описи Успенского собора 1701 года эта икона впервые упоминается как «образ Пресвятыя Богородицы Гефсиманския». При захвате Кремля в 1812 году она была похищена и позже заменена списком. 
В настоящее время в Новгородском музее находится икона Божией Матери типа Одигитрия, названная «Корсунской» в описи Софийского собора 1736 года, датируемая XVI веком с поновлениями XIX века.

### В Московском Кремле
В XVI веке или позже на ряд памятников, находящихся в Успенском соборе Московского Кремля, распространилась история их привоза из Корсуни, в том числе двух запрестольных двусторонних икон: «Спас Нерукотворный — Богоматерь Одигитрия» и «Спас Вседержитель — Богоматерь Корсунская Одигитрия», имеющих на обороте изображения Божией Матери «Одигитрия». Икона Корсунской Одигитрии датируется второй половиной XIII века и в настоящее время находится в Государственном музее Московского Кремля. 
Предание о привозе обеих запрестольных икон из Корсуни в Великий Новгород великим князем Владимиром, а из Новгорода в Москву царём Иоанном Грозным было впервые изложено А. Г. Левшиным в 1783 году. Название обеих икон «Корсунская» появилось лишь в описях Успенского собора 1853—1854 годов, где также было указано время привоза икон в Новгород (992) и в Москву (1570). 
В настоящее время ученые считают, что икона могла быть на самом деле принесена в 1283 или в 1300 году митрополитом Максимом из Константинополя во Владимир, откуда её мог забрать в Москву митрополит Пётр. Он мог поставить её в алтаре первого каменного Успенского собора, где она стала одной из наиболее почитаемых реликвий.

### Эфесская

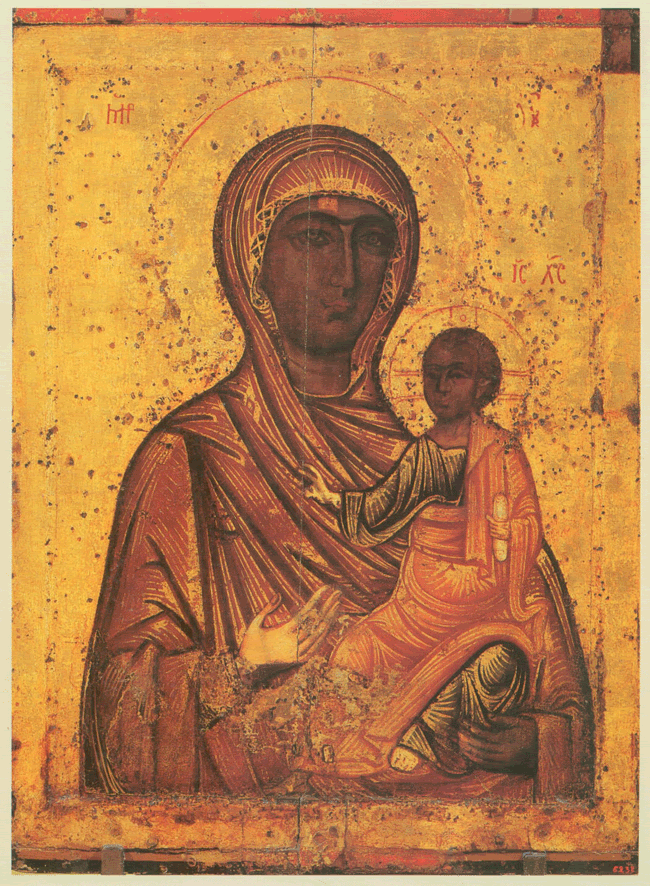
Торопецкая икона Божией Матери, первая половина XIV века.

Согласно преданию, икона Божией Матери, также называемая Корсунской, была принесена из Византии на Русь в конце XII века по просьбе преподобной Евфросинии Полоцкой, дочери витебского князя Святослава (Георгия) Всеславича. Евфросиния основала в Полоцке Спасскую обитель и, построив в ней новую церковь в честь Пресвятой Богородицы, пожелала украсить её древнейшим образом Богоматери, написанной, по преданию, евангелистом Лукой. Она отправила своего слугу Михаила с богатыми дарами к греческому императору Мануилу и патриарху Луке Хризовергу, с просьбой прислать такую икону. Просьба была удовлетворена, и икона была отправлена на Русь из Эфеса, украшенная золотом, серебром и драгоценными камнями, отчего и получила наименование Эфесской. Икону везли через Корсунь, и по просьбе жителей этого города она пробыла там около года, поэтому икона получила также название Корсунской.
Согласно «Сказанию о Корсунской иконе», датируемому XVII веком, в 1239 году Александра, дочь Полоцкого князя Брячислава, выходя замуж за святого благоверного князя Александра Невского, увезла икону в Торопец, отчего получила наименование «Торопецкой». Также в Сказании упоминается процессионный характер иконы, а также наличие на её оборотной стороне образа святителя Николая Чудотворца. Однако согласно искусствоведу Ирине Шалиной, почитаемую в Полоцке двустороннюю икону, которую выносили на крестные ходы, и которая стояла только в храме, за престолом, не могли взять из Полоцка и благословить ею на брак. По мнению Шалиной, это предание придумано с целью сделать Торопецкую икону более древней. Также по её мнению, древний образ не сохранился и в первой половине XIV веке был заменён на новый, сделанный псковским мастером, также перенос иконы из Полоцка в Торопец связан с событиями 1563 года, когда царь Иван Грозный решил изгнать ливонцев, и монахини, спасавшиеся от бед, связанных с войной, покинули Полоцк, взяв с собой Полоцкую икону, и нашли безопасное место в Торопце. Тем не менее, 
следы пребывания иконы в Торопце и её прославление как чудотворной известны только с XVII века, что подтверждает относящиеся к этому времени дата основания в городе каменного собора в честь Корсунской иконы, куда была помещена икона.  
Название «Корсунская» впервые появляется в надписи на напрестольном кресте, вложенном в 1634 (или 1641) году в Георгиевский собор Торопца «к чудотворному образу Пресвятой Богородицы Корсунской».
С 1921 года Торопецкая икона, датируемая первой половиной XIV века, находилась в Торопецком краеведческом музее, с 1936 года — в Государственном русском музее. В 2009 году икона была передана в храм святого Александра Невского в коттеджном посёлке Княжье Озеро Истринского района Московской области. Список с Торопецкой иконы, написанный в начале 1990-х годов, находится в Спасо-Евфросиниевском монастыре в Полоцке.

## Елеуса

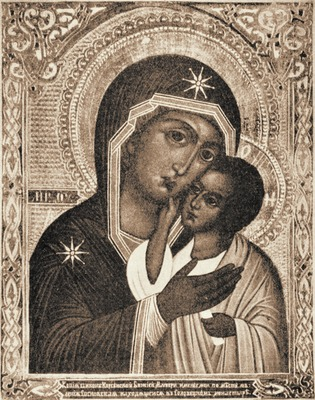
Корсунская икона Божией Матери Сосновская в Соловецком монастыре, последняя треть XIX века

Корсунский образ Божией Матери иконографического типа Елеуса (Умиление) известен по спискам XVI—XVII веков.

### Списки
Чудотворные списки с Корсунской иконы:
- Из Спасо-Евфимиева монастыря в Суздале (первая половина XVI века). В настоящее время находится во Владимиро-Суздальском музее-заповеднике.
- Из Благовещенского собора Нижнего Новгорода (993 год). После реставрации в 20-х годах XX века судьба иконы неизвестна, возможно, она была продана на рынке антиквариата. В настоящее время в иконостасе Благовещенского собора монастыря находится современный список иконы.
- Из Соловецкого монастыря — Сосновская икона (вторая треть XVI века). Икона считается утраченной. Список с иконы относится к последней трети XIX века.
- Из села Глинково Московской области, около Троице-Сергиевой лавры (1703 год). Местонахождение иконы после разорения церкви в советское время неизвестно. С 2011 года в храме находится современный список Корсунской иконы, близкий по типу к Касперовской иконе Божией Матери.
- Из храма святителя Николая Чудотворца в деревне Изборск (конец XVIII — первая треть XIX века). В 1982 году чудотворная Корсунская икона и её списки были похищены из Никольского собора.
- Из храма в честь Корсунской иконы Божией Матери в Угличе (XVI век).
- Из Богоявленского собора города Усмани (XIX век).
- Из деревни Мураново (около 1809 года). В настоящее время находится в музее-заповеднике "Усадьба «Мураново имени Ф. И. Тютчева». В храме в честь Спаса Нерукотворного Образа в Муранове находится список с чудотворной иконы, выполненный в 2003 году.
- Из Спасо-Преображенского собора города Сум (Украина) ― Корсунская Шпилёвская икона Божией Матери (XVIII век). В 2009 году икона с окладом была похищена из собора Сум. В настоящее время чудотворный образ замещает её список.

## Гимнография
Молитва

О Пресвятая Дева, Владычице Богородице, Единороднаго Бога Слова, всякия видимыя и невидимыя твари Творца и Владыку, единаго от Троицы Господа, Бога же и Человека, паче естества и слова рождшая, вместилище Божественное, всякия святыни и благодати приемнице, в Нейже исполнение Божества пребывает, благословением Бога и Отца и действом Святаго Духа избранная от всея твари, славо и неизглаголанное веселие Ангелов, царский апостолов и пророков венче, чудное и всехвальное мучеников мужество и страдальцев венчание, присносущных и нетленных воздаяний ходатаице непреложная, преподобных честь и славо, незаблуднаго пути учительнице, источниче света, милости неистощимая реко, всяких чудес и дарований духовных море неисчерпаемое! Тебе молимся и Тебе просим, милостивную Матерь Человеколюбца Владыки, помиловатися нам, смиренным и недостойным рабом Твоим: призри милостивно на пленение наше и исцели сокрушение душ и телес наших, видимыя и невидимыя рати разори, и всяко столп крепости, оружие во бранех, воевода и поборница непобедимая буди нам недостойным от лица враг наших. Покажи на нас древния милости и чудеса Твоя. Яко един есть Царь и Владыка Сын Твой и Бог, Ты же воистину еси Богородица, от всех родов блажимая, истиннаго Бога по плоти рождшая, и Того ради вся можеши и сильна еси действовати, елика аще волиши на небеси и на земли. Исполни убо всякое прошение на пользу коемуждо, Владычице: подаждь недугующим цельбу, в мори плавающим тишину и управление, с путешествующими спутешествуй и соблюдай я, скобящия утешай, нищету и всякое телесное озлобление облегчи, душевныя же болезни и страсти телесныя прежде всех потреби Твоим невидимым предстательством и ходатайством, яко да путь временныя сея жизни добре и непреткновенно скончаем, и вечная оная блага Тебе ради во Царствии Небеснем получим. Изряднее же Тебе вручаемый град сей и всяк град и страну от глада, губительства, труса, потопа, огня и меча, от нахождения иноплеменных и междоусобныя брани и от напрасныя смерти избави, и всяк гнев праведно на ны движимый отврати, благоволением и благодатию Единороднаго Сына Твоего, Емуже подобает всякая слава, честь и поклонение, со Безначальным Его Отцем и Присносущным и Животворящим Духом, ныне и присно и во веки веков. Аминь.